# ミラーマン
『ミラーマン』は、1971年12月5日から1972年11月26日まで、フジテレビで毎週日曜日 19時から19時30分 に全51話が放送された特撮テレビドラマ作品、およびそれに登場するヒーローの名前である。

## 概要
円谷プロダクションがウルトラシリーズとは異なる路線で初めて制作した巨大ヒーロー番組。『帰ってきたウルトラマン』とともに第二次怪獣ブームの一端を担った。

### 製作経緯
本作品の企画は、金城哲夫が円谷プロダクションへの置き土産として執筆した原案の走り書きを基本として、田口成光や満田かずほが1969年に具体化させた本格的な番組案とした企画書が発端となっており、これが高じて1969年から小学館が発行する学習雑誌などの学習雑誌におけるマンガ連載が行われたほか、東京12チャンネルなどへの番組売り込みが並行された。こうした経緯を経て、一度は旭通信社を通してよみうりテレビの土曜日 19時から19時30分枠における『巨人の星』の後番組として候補に挙がっていた時期もあったが、結局は実現しなかった。
当時のフジテレビでは、旭通信社の担当枠（日曜日 19時から19時30分）で新番組企画『長くつ下のピッピ』が原作権の関係で原作者の許可を得られず、制作中止に追い込まれていた。そこで急遽、旭通信社は代替企画として『ミラーマン』をフジテレビに売り込み、9月3日のフジテレビ企画会議において、1971年12月5日から同枠での放映が決定することとなった。こうして、最終的に本作品は円谷プロが企画と制作を兼ね、広告代理店は旭通信社が担当し、提供スポンサーは大塚製薬グループが単独で務める形となっている。
設定については、満田が各局に売り込んでいた『戦え! ウルトラセブン』の企画書における、スライサーVやスライサーHなどの必殺技などの戦力設定も一部流用することで、細部が固められていった。また、放送決定に先駆けてパイロット版（後述）も制作されていたが、出演者やヒーローのデザインなどが異なっている。
円谷プロとしても、同時制作されていた『帰ってきたウルトラマン』との差別化のため、「シャープで硬質なドラマの制作」が掲げられ、ストーリーは御手洗博士を中心とする科学者専門家チーム、異次元人との混血児である主人公京太郎の出自がおよぼす心の葛藤による彼の内面的な弱さ、インベーダーの不気味さが強調されており、同時期のヒーロー番組としてもリアルでダークなムードのドラマが展開された。
また、特殊チームが光線銃以外の兵器を持たず、科学力で敵に立ち向かう「民間組織」（事件の捜査と検証などが主な任務）であるという点も特徴であり、「敵に対してなかなか抵抗できない」といったエピソードも多々描かれている。主人公が特殊チームの関係者ではあるが所属はしていないという設定も特徴であり、ウルトラシリーズとの差別化である一方、制服を着用しないことで誰が主人公であるかを子供にもわかりやすくするという配慮でもある。
演出陣としては、大映京都撮影所から黒田義之を招いており、本作品を機に彼は円谷作品に関わるようになる。これは、1966年の大映映画『大魔神』を観て黒田の巧みな特撮演出に驚嘆した円谷一が、円谷英二の長年の夢だった『竹取物語』の映画化スタッフとして招いたのがきっかけである 。第1話・第2話は、『帰ってきたウルトラマン』第1話・第2話と同じく本多猪四郎が手掛けた。同じ怪獣が数度にわたって再登場することが多いのは、予算削減のため、当初から番組企画に盛り込まれていた事項である。
主演の石田信之は、所属事務所の関係者がプロフィール素材を広告代理店に置き忘れたことがきっかけで起用された。プロデューサーの淡豊昭は、女児の視聴者を獲得するため純朴なイメージの石田を選んだと述べている。また、当時中堅俳優として活躍していた和崎俊哉と工藤堅太郎は、主人公を支える役柄として早い時期よりキャスティングの中核として考えられていた。
作風はジャン・コクトーの監督映画『オルフェ』やジャック・フィニイの小説『盗まれた街』、アメリカのテレビドラマ『インベーダー』などから影響を受けている。

### 『シルバー仮面』との視聴率競争
本作品は、放映開始時から裏番組として同じ特撮ヒーロー番組である『シルバー仮面』との視聴率競争を繰り広げていたが、シリアスで地味な世界観や、制作費を抑えるため同じ怪獣が再登場するパターンが繰り返されたことなどから、視聴率は初回の27%を最高値として徐々に下降していった。
この視聴率競争では本作品が優勢であり、結果的には勝利したものの、翌1972年の4月編成期を境に、第二次怪獣ブームが過熱していくなかで、派手なアクションやドラマを展開するライバルヒーロー番組が各局ともに続出することとなり、制作スタッフはさまざまな番組強化策を検討せざるを得ない状況となる。

### 『変身ブーム』の中での設定変更
こうして、ライバル番組が一気に増加したことへの対策として、第2クールから通常のデザイン傾向に変更された怪獣が再登場する方針が改められ、明快なストーリー、アクションの強化、序々にインベーダーの作戦のスケールが大きくなり、派手な特撮シーンが増えていった。そして第3クールからミラーマンの世界観はインベーダーと人類との総力戦を描くものへと変わる。
ソルガン（太陽や星の光をエネルギーとする光線銃）以外に武器を持たず、事件の調査と航空防衛隊への指揮が中心だったSGMは、インベーダーによって基地を壊滅させられ、実力で対抗すべく大型戦闘機ジャンボ・フェニックスを導入。ミラーマンを支援する攻撃部隊としての側面を持つようになる。
また、インベーダーの策略で埋め込まれたエネルギー時限爆弾と、その対抗アイテムとして父親から与えられたカラータイマー 、そして敵の強大さをアピールするため2体の怪獣を相手にするケースも多くなり、戦いの緊迫感は俄然増した。
こうしてインベーダーの攻撃が苛烈になり、ミラーマンが絶体絶命のピンチに陥るストーリーも続出した。また番組初期でみられなかったインベーダー側のドラマが描かれる話（第42、46話）や、環境破壊を批判した社会派のドラマ（第32話）やインベーダーの地球侵略の理由が明かされる話（第41話）もありバラエティに富んだ作風となっていく。視聴率も第34話からは16%台に持ち直し、安定した人気を得るようになり、1972年から1973年にはミラーマンの弟である鏡拓也が変身したミラーマン・レッドの活躍を描いた続編『ミラーマン・兄弟』も企画されるが、こちらは映像化されることなく終わった。
このように同題材の裏番組との競争による視聴率競争や路線変更など、紆余曲折を経た本作品であるが、この作品が放映されていたのが、ヒーロー番組が乱立した空前の「変身ブーム」の頃であったことに鑑みれば、十分な人気を得た番組であったと言える。視聴率も、平均17.2%と、決して悪いものではなかった
放送局であるフジテレビは、放送中の1972年3月から4月上旬にかけて、タカトクが発売していた2メートル大のミラーマン型キャラクター自動販売機「ジャンボキャラクター」プレゼントキャンペーンを実施。3万7千通の応募の結果、東京都内の福祉施設に寄贈され、贈呈式には主演の石田信之も駆けつけている。

## あらすじ
1980年代、異常な事件が世界各地で続発していた。宇宙物理学の国際的権威である御手洗博士は、これらは地球に危機が迫っている兆候だと警告するとともに、自ら現代科学のエキスパートたちを集めた調査組織・SGM(Science Guard Members)を組織して、その研究所を自邸の地下に建設した。
新聞社のカメラマン・鏡京太郎は御手洗博士の助手をしていた母・優子の死後、博士の家に引き取られ、彼らの家族同然に育てられた。彼は謎の竜巻被害の取材中、奇妙な現象に襲われて危機に陥るが、不思議な鏡のきらめきによって助けられ、竜巻被害の実地調査にやって来たSGMの藤本に伴われて御手洗邸に帰宅する。
京太郎が撮影したフィルムには、目には見えなかった謎の人物が写っていた。京太郎の話を聞いた御手洗博士は、彼の出生の秘密を語り始める。京太郎の父は京太郎の撮影したフィルムに写っていた地球外侵略者・インベーダーからこの世界を防衛するため、異次元世界「二次元」からやってきた超人「ミラーマン」だった。彼は「二次元」ばかりか「三次元」の世界を侵略しようとするインベーダーの策略により命を落とし、優子は御手洗博士に京太郎を託して姿を消さざるを得なかった。そして京太郎も父から超人としての力を受け継いでいた。
混乱する京太郎。しかし、死んだと思われた父はなおも存在しており、息子である京太郎に「私に代わってお前がミラーマンとしてインベーダーと戦うのだ」とメッセージを送る。再び襲来するインベーダーは、御手洗邸に侵入してフィルムを奪回、追跡されると巨大な怪獣へと変身する。父の仇・インベーダーから地球を守るため、京太郎は父の声に応じミラーマンへと変身する。

## 登場人物

### SGM隊員
鏡 京太郎（）
2次元人の父と3次元人の母の間に生まれた青年。毎朝新聞の報道カメラマンを務める。23歳。
幼少期に母・優子によって御手洗博士のもとに預けられ、自らの出自を知らぬまま普通の人間として生活していた。
第27話からはSGM特別隊員となり、大川家に下宿する。最終回、インベーダーの侵略により荒廃した父の郷里・二次元世界を復興するべく、朝子やSGMの仲間と別れ二次元世界に旅立った。
御手洗 健一（）
京太郎の養父で「地球の頭脳」とも呼ばれる国際的な宇宙物理学の権威である宇宙物理学者で、国際地球防衛会議の日本代表。60歳。インベーダーの侵略を察知し、これに対抗するためSGMを組織した。唯一、京太郎の出自を知る人物である。
パイロット版にも登場し「SGMの頭脳」と呼ばれているが、京太郎との関係は言及されていない。
村上 浩（）
SGMのチーフ。元警視庁捜査一課刑事で、インベーダーに同僚殺害の嫌疑をかけられ、懲戒免職となったところを御手洗にスカウトされた。38歳。
『ジャンボーグA』にも登場し、PAT隊長代理（後に四代目隊長）となる。
藤本 武（）
SGMのサブリーダー格。28歳。国立大学で理工学を独学で習学・卒業した。射撃やスキューバダイビングなども得意。
安田 秀彦（）
統計学や微積分などの理数系に秀で、コンピューター技師としても秀でた能力を見せ、情報分析を得意とする隊員。22歳。
『ジャンボーグA』にも登場し、PAT隊員となる。
野村 由起（）
御手洗博士の秘書も務める女性隊員。本部では索敵や通信業務、事件現場では潜入捜査を担当する。23歳。表に感情を出すことはないが、過去にSGM内での恋愛をしていたという。
『ジャンボーグA』第32話にも登場。村上とともにジャンボフェニックスでPATに加勢する。
御手洗 朝子（）
御手洗博士の一人娘。17歳。京太郎に愛情を感じている。テニスが得意。
第27話から志願してSGM準隊員となる。

### 一般人
鏡 優子
京太郎の母。御手洗の教え子で、彼の教室の助手であった。三次元世界を守るためにやってきた二次元人である先代ミラーマンがインベーダーの策略で命を落としたため、生まれたばかりの息子を御手洗博士に預けて姿を消した。以後、生死は不明であり作中で京太郎がインベーダーの罠で幻を見せられた以外、触れられることはなかった。
大川 一郎
御手洗邸の近所に住み、京太郎や朝子を兄姉のように慕う中学生。
大川 千代
一郎の母。
デスク
毎朝新聞の編集デスク。シナリオでの名称は「厚木克平」で、書籍によってはこちらの名前に準じているものもある。
浅井記者
京太郎の同僚。

### ミラーマンの父
京太郎の父である二次元人。インベーダーの策略で鏡の世界に閉じ込められて殺されたと思われたが実体はないものの意思は存在しており、息子である京太郎の意識下にイメージとして現れ、示唆やアドバイスを与える。

## ミラーマン
鏡京太郎が、一定のポーズを取って「ミラー・スパーク」の掛け声とともに、鏡や水面など光を反射する物体に強烈な光とともに飛び込んで二次元世界を突破して変身する。自身の出自も父親が異世界人だとも知らずに成長したが、地球を狙う侵入者・インベーダーから地球を守るため、インベーダーが送り込んだりインベーダー自身が変身した侵略怪獣と戦った。第2・3・6・7・9・10・21・26話など、シリーズ前半では等身大で活躍する場面も比較的多い。
鏡や光を反射するものを伝っての瞬間移動は可能だが、飛行能力は無い。また光の速度で走ることも可能で、その能力を生かし時間が停められた地域に入ることも出来る。
弱点は、鏡の中や月面に長時間滞在することであり、彼の父親はこの弱点をインベーダーに突かれて死亡したという。ミラーマンも第6話ではこの弱点を突かれて命の危機に立たされるが、父の助言によって無事生還している。
変身ポーズは「ミラーアクション」と呼称される（第17話）。ミラーマンから京太郎の姿に戻る際でも、同様のアクションを行なう。
当初は活動時間の限界はなく、体力が続く限り戦闘を続けていたが、第26話でインベーダーの罠にかかった際、敵は生命力の強いミラーマンを倒せず、代わりに心臓に大量に光エネルギーを消費すると爆発するエネルギー時限爆弾を埋め込まれたため、ミラーマンは光線技をむやみに使用できなくなった。そこで、父からエネルギー使用量を知らせるカラータイマーを与えられ、腹部の緑のバックルに取り付けられた。
腕を負傷しているとミラーナイフとシルバークロスが使えなくなる。父の形見のペンダントを変身に使用すると二次元世界から出られなくなるため、三次元世界に決別して二次元世界に帰る時しか使えない。
- 金城がかつてヒゲが濃かった時に旅館でカンヅメになった際に、ヒゲをカミソリであたりながら、自分が鏡の向こうにもいるというインスピレーションを得ており、そこから鏡の世界のミラーマンというイメージが生まれたという[5]。
- 最初期のデザインは漫画家の森藤よしひろ、決定デザインとされる三面図は画家の前村教綱によって描かれた[37]。このほかに筆者や執筆時期の不明な検討用デザインが複数存在している[37][注釈 17]
- デザインはアメリカン・コミックスのキャラクターが参考にされている[18]。
- ひな形の造形は開米プロダクションが担当[39][6]。第1・2話、第3話の人間大時と第4話のアクションカットは厚みのあるゴム生地が使用され、マスクの目に複数の小さな穴が空き、光が点灯していなかった[5][29]。スーツは、前述のもののほかに、第3話から第26話までの動きやすい生地で目に光が付いたもの、第26話から最終回までのカラータイマーがバックルに付いたものの3種があるほか、アクション用も存在する[29][6]。

### 必殺技・特殊能力
ミラーナイフ
全編を通して最も多用されたミラーマンの光線武器。白色のナイフ状の光を連射する技であり、初陣ではミラーマンの父がミラーマンに打ち方を指南している。序盤では必殺技として使用されることが多かったが、シルバークロスの登場以降はそこまでの繋ぎとして使用されることが多くなった。ミラーマンの使用する技の中でも最も代表的なものであり、ミラーシュートと並んで主題歌に歌われている。
ミラーシュート（ジャンピングミラーナイフ）
ジャンプして空中からミラーナイフを放つ技。初使用は第3話で、片手撃ちと両手撃ちの2つのパターンがある。ミラーナイフと同様、使用頻度は高い。
ビーム
接近戦で使用される額の十字部分から光線を発射する技。
ディフェンスミラー
防御もしくは反撃に用いられる光の幕。空間を手でなぞるようにして展開させ、敵の攻撃を反射する。このタイプが最もポピュラーだが、第11話でザイラスの光の剣を防いだ細長いタイプ、第18話での片手で一発ずつ敵の光弾を弾くタイプ、第33話での壁面状のバリア、第40話の手持ちタイプなどのバリエーションが存在する。第1話、第14話、第22話では、敵の攻撃を反射して反撃に転じる戦法もみられた。
ミラースライサー
敵の体を切断する光のカッター。両腕を広げて発射する水平斬りのスライサーHと垂直斬りのスライサーVがあり、同時に使用することが多い。初使用は第5話で、インベラーの翼を切断した。スライサーVに回転力を加えてミラーナイフの5倍の威力に強化したミラーローリングスライスという技もある。
ミラーアイビーム
目から放つ破壊光線。第3話で敵の宇宙船を破壊するのに使われて以来、たびたび使用された。また、第50話では目から赤い光線を放ち、SGM隊員に乗り移ったインベーダーにショックを与えて分離させた。
ミラーハレーション
第3話で初使用した技。鏡や光を反射する物体が存在しない空間で使用し、任意の場所に瞬間移動する能力。使用時に強烈閃光を放つため、第7話ではそれを利用してゴールドサタンにとどめを刺した。
シルバークロス
ミラーマンの技の中でも最大の威力を誇る必殺技で初使用は第12話。巨大な十字手裏剣状の光のエネルギーを頭部とバックルの間に一点に集中させて打ち出す技で、使用時に全エネルギーを消耗するため、既にエネルギーを消耗している場合には速やかに変身を解く必要がある。また、ミラーマンが体内にエネルギー時限爆弾を埋め込まれて以降は爆発を防ぐために使用を制限する必要があった。使用するエネルギーが大きいだけあって威力は抜群に大きく、ほとんどの怪獣を倒した（唯一アンドロザウルスだけは致命傷を免れている）。次第にエネルギー消費量を的確に把握できるようになったため、第37話から再び使用されるようになった。使用時の明確な基準としては、カラータイマーが点滅していない状態ならばシルバークロス、点滅に変わってからはミラクル・キックである。第12話で全エネルギーを消耗させる技という設定が語られているが、キングザイガー戦ではこの技を破られた直後にミラーナイフやミラースライサーを使用している他、第40話では2発連続で、最終話ではカラータイマーが点滅している状態で使用した。
ミラースピン
第19話でビッグアイに対して使用した。ジャンプして放つほか、ストレートキック、回し蹴りなどのバリエーションがある。
ミラーキック
両腕にダメージを負ってミラーナイフやシルバークロスが使えなくなったミラーマンが編み出した技。体を空中で捻るように回転させて「ミラーキック！」と叫び両足を黄色に発光させながら敵の頭部を狙う必殺キックであり、キーラゴン、ゴルゴザウルス、マヤザウルスを倒した。
ミラクル・キック
第31話で腕を痛めたミラーマンが編み出した必殺技。見た目はミラーキックと同様だが、足の発光が赤色になり放つ際の掛け声が「ミラクルキック！」になっている。エネルギーが軽減されるため、ミラーキックと入れ替わる形で最終話まで使用された。両足にエネルギーを集中しているため、標的が複数であっても同時に蹴り倒すことが可能。これを利用して第36話ではゴルゴザウルスβとペアモンスキングβを同時に仕留めた。
ミラーグラックル
第32話でシーキラザウルスの動きを封じ縮小化する際に使用した両腕から撃ち出す渦状の光線。
必殺水平斬り
赤色の風車型カッター光線。高空にジャンプしてから、スライサーHと同じ発射ポーズで撃つ。モグラキング、サンガーニ、イエズの頭部を切り落とした。
ミラーファイヤー
第49話で使用した、両手をクロスさせて放つ高熱光線。イエズを倒した。
ストレートフラッシュ
高速で連続パンチを決めてダメージを与える。第3、7、8話で使用。
クロスジャンプ
高くジャンプし、空中回転をして破壊力を強化して敵に飛び蹴りを食らわす。第10話でインベーダーたちに使用。
ミラーアイ
青色の透視光線で、使用時はミラーマンの目が青く発光する。異次元空間に逃げ込んだテロリンガを発見するために用いられた。
瞬間移動能力
水辺や鏡面などの光を反射する物体の前で「ミラーアクション」と同様のポーズを取ることで、ミラーマンは鏡の世界に飛び込み、別の鏡面まで移動することができる。近距離であれば移動はほぼ一瞬で行うことができるが、地上から宇宙空間など長距離を移動する場合にはある程度の時間を要するようである。
突進戦法（ミラーアタック）
体を分身させ、光状になって敵に体当たりする。第6話でキティファイヤー（2代目）にダメージを与えた。

## SGM
Science Guard Membersの略。インベーダーの地球侵略を察知した御手洗博士によって秘密裏に結成された、科学的な知見を持って侵略活動を察知して調査する専門的な機関。
私的組織だが国際地球防衛会議に属しており、防衛隊への出動要請する権限や侵略関連事件の捜査権を有する。
本部は東京郊外の御手洗邸の地下30メートルに存在する先進的な科学設備が設置された研究所に設置されている。御手洗邸周辺には完璧な防犯設備があり、潜入するインベーダーを素早く発見することが可能。第26話でスネークキングによって御手洗邸もろとも破壊されるが、第27話からある山間部の地下に移されたジャンボフェニックスの格納庫を備えた新本部が登場する。
ユニフォームはブルーのブレザーに男性はライトグレーのパンツ、女性は白のミニスカート。現場活動時には濃紺のラインが入った白いジャケットを着用する。第11話から戦闘活動時に黒いレザージャケットを着用する。第32話からは武装強化に伴い、白のスーツに男性は青、女性は赤いラインが入った戦闘服・SGMユニフォームとヘルメットに一新される。
なお特別隊員の京太郎のみユニフォームは与えられない。
SGMの設定はパイロット版にもあり、専用車やメンバーも登場するが、ロゴが異なり、御手洗博士以外のメンバーも異なる。
装備
ソルガン
太陽や星の光をエネルギーとするレーザーガン。御手洗博士の知己である大倉博士と大倉研究所が開発した。移動用の超小型発電機となっており、無尽蔵な星と太陽の光をエネルギー源とした強力な光線を放つが、1丁しか完成していない。
SGMヘルメット
ユニフォームの一新に伴い装備された。後頭部には隊員のイニシャルが記されている。
バズーカ砲
第35話に登場。
メカニック

ジャンボフェニックス
第26話から登場。SGMが御手洗のアイデアで秘密裏に開発していた「空飛ぶ研究室」の異名を持つ多目的巨大戦闘機。SGM新基地の湖底に偽装された発着口から出撃し、高い防御力を持つ。状況に応じて3機に分離する。ビームや高性能ミサイル、機体下部から放射する牽引光線を武器とする。
『ジャンボーグA』第32話にも登場。
- デザインは大澤哲三。

1号機
ジャンボフェニックスの機体下部と主翼を構成する基盤となる指令機。主に村上が搭乗する。
- 第31話以前の脚本では機首が1号機、胴体が2号機、主翼が3号機と記載されていた。

2号機
ジャンボフェニックスの機首部を構成する小型戦闘攻撃機。主に藤本が搭乗する。
3号機
ジャンボフェニックスの機体上部を構成する。主に安田が搭乗する。
書籍によっては中型偵察戦闘機、迎撃戦闘機と記載している。

SGMカー
国際地球防衛会議の対インベーダー技術開発陣によって製作されたSGMの専用車両。非武装だが、高性能無線機や探査装置を装備しているため探査機能に優れ、移動司令室としての役割も持つ。
- ベース車両はオペル・レコルトC。

原子力潜水艇パシフィック号
第20話に登場した高性能小型潜航艇。藤本と安田が搭乗し、相模湾でインベーダーの海底基地を捜索中にスフェノドンに遭遇。ロケット弾で攻撃するが反撃されて損傷し、浮上不能に陥る。
- ミニチュアは『帰ってきたウルトラマン』に登場した、マットサブのミニチュアを改造したもの。

ヘリコプター
現地調査や支援にたびたび登場する移動用のヘリコプター。非武装。第3話では「シルバー1号」と呼ばれている。
- 実写パートの撮影ではKH-4が用いられている。

## インベーダー
真っ赤な惑星「X（デビル星）」からやって来た侵略者。宇宙で最も環境のいい地球への移住・侵略および地球人類の抹殺などを目的としており、様々なタイプの宇宙船に乗って地球に現れる。地球上での行動時には主にメン・イン・ブラックのような人間態で黒ずくめ衣服にサングラスをかけた姿をとることが多く、それ以外では顔が黒い者、ヘルメットを被った姿（第5話）、顔のないのっぺらぼうなどの妖怪のような姿（第5、6、34、39話）、人間のマスクを被ったドクロの顔（第43話）などがある。また、死者や人形（第16話）に憑依して侵略活動することや壁をすり抜けること、人間に擬態することも可能。
ある種のレーザー光線が致命的な弱点であり、かすった程度でも肉体組織の崩壊が始まり死亡する。また、太陽光や強い閃光に弱く、カメラのストロボなどを浴びると弱体化してしまう。サングラスを掛けているのはこのためであるが、人間態でいる際の特徴である光る目を隠すことも兼ねている。さらに、義眼や人間の目を模した絵をサングラスに付けてカムフラージュする場合もある。
その本来の姿は魚類や爬虫類を連想させる白色の頭部にヒレ状の突起を持つ怪人（第10話）や、同じ形状の全身が緑色の怪人（第26話以降）である。宇宙で最も環境の優れた惑星であるとされる地球の環境が地球人によって破壊されていることに業を煮やしており、手遅れにならないうちに地球を地球人の手から略奪して再生させようとしている（第41話）。地球を自分たちにとってより住みやすい環境に整えようとしたり（第9話など）、第2話、第40・41話のように地球に密かに移住しようとしたりするなどの作戦を行なった。第34話では、頭部にヒレを持つ緑色の怪人の顔の皮膚をはがすと下からのっぺらぼうの顔が出てきたこともあり生態は謎が多い。簡単に人を殺す習性を持つが、なかには人間に感化され地球侵略に疑問をもつ善良で友好的なインベーダーも存在した（第42話、第46話）。また、計画の邪魔となるミラーマンやSGM隊員の抹殺を企てることも多々あった。また、最終的に自分たちの母星を地球にぶつけようとしたが、反引力装置で弾き飛ばされた。
単独または複数体が任務に失敗すると円盤からの光線を浴びるか、またはそのまま怪獣化することが可能。怪獣の姿で直接破壊活動を行なうこともあれば、怪獣やメカを操って暴れさせることもある。
負傷時や死亡時に緑色の血液を残す。この血液は怪獣化して倒された際にも流すことがあり、アイアン（初代）やゴールドサタン（2代目）は口から緑の液体を吐きながら絶命した。死亡すると緑色に発火もしくは発光しながら消滅するが、例外的に自ら死を選んだインベーダー（第23話）は泡状に溶け、インベーダーの少女・リサ（第46話）は桃色の淡い発光を伴って消滅した。
『ウルトラマンタロウ』47話に登場したゴルゴザウルス二世の出現はビデオおよびDVDで発売された『ウルトラ怪獣大百科 ウルトラマンタロウ編』のナレーションの解説ではインベーダーの再来が示唆された。
企画時では固有の名称ではなく侵略者の総称であり、宇宙人や異次元人が具体的な敵の例として挙げられていた。そのため、初期のナレーションでは、企画時の様々なインベーダーがいるという設定を引きずり、複数の侵略者の存在が示唆されていた。
ミラーマンがインベーダーを初めて直接目撃するのは、第10話における重力マシン（後述）内部に突入しての格闘時であり、ナレーションでは、インベーダーの出身地を「影の国」と表現し、「宇宙に漂う幾千の星から、あるいは私たちの誰も知ることのできない四次元の世界から」やって来ており、人間や怪獣への変身能力を持ち、「正確な姿は我々には見えないのだ」と説明している。

### その他の怪獣
土星怪獣 アンドロザウルス
第23、36、37話に登場。
宇宙最強と言われる大怪獣で、インベーダーに奪われた卵を捜して地球に飛来。武器は目から出す光線と口から放つ火炎弾、2本の巨大な角。ミラーマンの協力で卵を見つけた。
第37話ではJr.と共に、太陽に向かう処刑ロケットからミラーマンを救出する際に、ハレージャックと宇宙船の激しい攻撃を受け、瀕死の状態で地球に墜落し絶命した。
数え切れないほど存在する宇宙怪獣の中で、唯一のミラーマンの味方と呼ばれた。
- デザインは米谷佳晃が担当した。腰から前脚にある大きな飛膜は、飛翔シーンや、卵を腹部で包むように運ぶシチュエーションにも活かすためにデザインされた。高橋昭彦が描いたNGデザインと推察される画稿では青と紫の体色や極彩色の翼も備えた、二本足で直立する怪獣だった。脚本やNGデザインと推察される画稿では「アンドロイダー」と表記。

土星怪獣 アンドロザウルスJr.
第36、37話に登場。劇中ではミラーマンに「小さなアンドロザウルス」と呼ばれている。
母親と共にミラーマンを処刑ロケットから救出し、地球に送り届けた。
- デザインは米谷佳晃が担当した。
- 飛び人形のほかに着ぐるみも造形された。ツメの色が赤く変更された。

## キャスト
- 鏡京太郎：石田信之
- 御手洗健一：宇佐美淳也
- 村上浩：和崎俊哉
- 藤本武：工藤堅太郎
- 安田秀彦：杉山元
- 野村由起：市地洋子
- 御手洗朝子：沢井孝子
- 大川一郎：蔵忠芳（第1・2・5・6・9・13・15 - 17・26 - 27・50・51話）
- デスク：村上不二夫（第1 - 4・12・22・26・27話）
- 浅井記者：渚健二（第4・8・12・20話）
- 鏡優子：上月左知子（第8話）
- ミラーマン：西条満（第1 - 37話）、久須美護（第36 - 51話）※第38話からクレジット掲載
- 怪獣：梅田信一（第1 - 26話）、坂本道治（第27 - 51話）ほか

視聴者サービスの告知映像が入ったり（第16 - 18話）、ゲスト出演者の数が多い（第39・47話）といった理由で、レギュラー陣のクレジット枚数が通常よりも少ない回が存在する。その際には、序列の関係上、「村上浩・和崎俊哉 藤本武・工藤堅太郎」の後に「鏡京太郎・石田信之」がクレジットされている。
第30話以降、次回予告の尺が従来の30秒から15秒に短縮された。また最終回前後編では、東條昭平監督の意向でドラマの尺を長くした分、次回予告が無くエンディングテーマが大幅に短縮されており、石田信之と宇佐美淳也が連名でクレジットされている。

### 声の出演
※ 主な声優関係は仮面ライダーシリーズなどに参加したテアトル・エコーが担当。
- ミラーマンの父：田中信夫（第1・6・14・26・30・49・51話）
- インベーダー：矢田稔（第5話）、納谷悟朗（第8・34・50・51話）、杉山佳寿子（第16話）、中曽根雅夫（第17・26・33話）、槐柳二（第28話）、沢りつお（第29・36話）、谷津勲（第31・38・39話）、辻村真人（第41・42・49話）、平井道子（第43話）、阪脩（第48話）ほか
- その他[106]：八代駿（第1話）、市川治（第19話）、菅原一高（第19話）、山下啓介（第23話）、神谷明（第23話）ほか
- ナレーター：浦野光

## スタッフ
- 監修：円谷一
- プロデューサー：満田かずほ、淡豊昭、塚原正弘（円谷プロダクション）、春日東（旭通信社）、別所孝治、八百板勉（フジテレビ）[107]
- 音楽：冬木透
- 撮影：後藤武士、町田敏行、永井仙吉
- 撮影助手：石山信雄
- 照明：小林和夫
- 照明助手：吉野典明
- 美術：菊池昭
- 美術助手：篠川正一
- 小道具：上松盛明
- 記録：黒岩美穂子、松丸春代
- 記録助手：大関恒子、関沢孝子、高木久美子
- 助監督：志村広、北村武司、中島俊彦
- 進行：宇根本工、岩坪優、小久保輝吉
- キャラクターデザイン（ノンクレジット）：米谷佳晃、池谷仙克、大沢哲三、高橋昭彦、木目憲悟ほか
- キャラクター造形（ノンクレジット）：開米プロダクション[60]、入江プロダクション[注釈 23]、高山良策（キティファイヤーのみ）[60][6]
- 特殊撮影：古市勝嗣、君塚邦彦、永井仙吉
- 撮影助手：関口政雄、天野健一
- 特殊照明：髙椋康夫
- 照明助手：高野和男
- 特殊美術：大沢哲三 ※メカデザインも担当
- 美術助手：寒竹恒雄、管野幸光、木目憲悟
- 操演効果：小川昭二、塚本貞重、中代文雄、白熊栄次、小笠原亀
- 操演助手：岸浦秀一
- 機電：倉方茂雄
- 合成技術：中野稔、飯塚定雄
- 光学撮影：木村金男、宮重道久、兵頭文造、松本和男
- 助監督：吉村善之、大橋和男、松本清孝
- 記録：鈴木桂子、中西邦江
- 制作主任：塚原正弘、設楽正之
- 編集：柳川義博
- 効果：原清康
- 録音：セントラル録音
- 現像：東京現像所
- 広告代理店：旭通信社
- 制作：円谷プロダクション[注釈 24]

## 音楽
冬木透は第二次怪獣ブーム時、ウルトラシリーズ（『ウルトラマンタロウ』を除く）や『ファイヤーマン』といった円谷作品のBGMを担当したが、主題歌を作曲したのは本作品のみである。冬木は後年のインタビューで円谷作品の中で本作品が最も表現に悩んだ作品であったと述べている。
また、本作品のBGMは『ウルトラマンレオ』や『ジャンボーグA』、『ウルトラセブン1999』にも流用されている。

### 主題歌
ミラーマンの唄（オープニング / 第1 - 29話のエンディング）
作詞：東京一 / 作曲・編曲：冬木透 / 歌：植木浩史、ハニー・ナイツ（日本コロムビア SCS-148 ほか、キャニオンとポリドールも同一音源を発売）
- カラオケが録音された時点では間奏がなく、これを元に歌入り版とインストゥルメンタル版が制作された。その後、歌入り版の2番と3番の間にインスト版の2番を間奏として挟み込む形で完成した。そのため、歌入り版とインスト版は、同じ音源を元にしていながら演奏時間が異なっている。
- テレビサイズは1コーラス版がオープニングに、若干テンポが異なる2コーラス版がエンディングに使用された。
- 本放映時のオープニング映像は東京キー局と地方局で異なり、東京キー局オンエア版では登場人物の紹介がメインになっていたのに対し、地方局オンエア版ではミラーマンと怪獣の格闘ハイライト映像がメインになっている。
- カヴァー・ヴァージョンに「ミラーマンの歌」と題されたものがあるが、正規版では「ミラーマンの唄」である。

戦え! ミラーマン（第30 - 51話のエンディング）
作詞：東京一 / 作曲・編曲：冬木透 / 歌：石田信之、杉山元、市地洋子、沢井孝子、東京荒川少年少女合唱隊（キングレコード TV(H)-2）
- フルサイズでは、4人の出演者はAメロを歌っているが、テレビサイズはAメロが丸ごと省略されているため、出演者はサビの最後の部分のみを歌っている。また、テレビサイズはイントロのギターの演奏が異なる。
- 第28、35話では挿入歌として使用された。

### 挿入歌
SGMの唄（第14、21、25話）
作詞：東京一 / 作曲・編曲：冬木透 / 歌：クール・ミラーズ
- 歌入り版とインストゥルメンタル版の制作過程は「ミラーマンの唄」と同様。劇中ではインスト版にストリングスの音を追加したものが多用された。
- カヴァー・ヴァージョンに「SGMの歌」と題されたものがあるが、正規版では「SGMの唄」である。

朝日に向ってジャンボフェニックス（第27 - 30話）
作詞：清瀬かずほ / 作曲・編曲：冬木透 / 歌：コールフェニックス、東京荒川少年少女合唱隊
- 本編で使用されたヴァージョンはレコードに収録されたものとは別テイク。テレビヴァージョンでは歌の中盤までコールフェニックスによるコーラスが入っていない。こちらのヴァージョンは後に「SF特撮TV主題歌全集」にて音源化されている。
- 冬木は、本曲の満田の歌詞について、イメージが掴み易く広がり易いと評しており、今までと違う明るい曲として書いたと述べている。

## 放送リスト
| 放送日         | 話数 | サブタイトル                                            | 登場怪獣・怪人                                                                                                  | ゲスト | 脚本                  | 監督       | 特殊技術   |
| -------------- | ---- | ------------------------------------------------------- | --- | --- | --------------------- | ---------- | ---------- |
| 1971年 12月5日 | 1    | ミラーマン誕生                                          | アイアン | - 霧隼人 - 原信弘                                                                                                  | 若槻文三              | 本多猪四郎 | 高野宏一   |
| 12月12日       | 2    | 侵略者は隣りにいる                                      | キティファイヤー                                                                                                | - 杉本マチ子 - 三枝美恵子 - 伊藤漠 - 中島一男                                                                      | 若槻文三              | 本多猪四郎 | 高野宏一   |
| 12月19日       | 3    | 消えた超特急                                            | ダークロン | - 舟橋元 - 北川めぐみ - 伊藤延弘 - 原玄三郎 - 須賀敏夫                                                             | 若槻文三              | 鈴木俊継   | 高野宏一   |
| 12月26日       | 4    | コバルト60の恐怖                                        | マルチ | - 中山克己 - 信沢三恵子 - 渚健二 - 池の本和弘 - 小出宏 - 中島一男                                                  | 藤川桂介              | 鈴木俊継   | 高野宏一   |
| 1972年 1月9日  | 5    | 怪鳥インベラー現わる！                                  | - のっぺらぼう - インベラー                                                                                     | - 津川透子 - 杉山渥典 - 松本敏男 - 向正人 - 福井哲也 - 松永五郎 - 平沢信夫                                         | - 山浦弘靖 - 田口成光 | 黒田義之   | 高野宏一   |
| 1月16日        | 6    | 鏡の中の墓場                                            | キティファイヤー（2代目）                                                                                       | - 梅津栄 - 邦創典 - 藤井竜史 - 北川陽一郎                                                                          | 山浦弘靖              | 黒田義之   | 高野宏一   |
| 1月23日        | 7    | 打倒！人体侵略作戦                                      | ゴールドサタン                                                                                                  | - 石立和男 - 菱見百合子 - 宮内順子 - 山崎純資 - 小堀明男                                                           | 安藤豊弘              | 満田かずほ | 高野宏一   |
| 1月30日        | 8    | 鋼鉄竜アイアンの大逆襲                                  | アイアン（2代目）                                                                                               | - 上月左知子 - 浅野進治郎 - 賀川修嗣 - 渚健二                                                                      | 山浦弘靖              | 満田かずほ | 高野宏一   |
| 2月6日         | 9    | 凧に乗って来たマルチ                                    | マルチ（2代目）                                                                                                 | - 中島一男 - 福井哲也 - 下地広栄                                                                                   | 藤川桂介              | 鈴木俊継   | 高野宏一   |
| 2月13日        | 10   | 時計が止まった街                                        | - インベーダー - 重力マシン                                                                                     | - 黒木進 - 沢美鶴 - 鈴木利秋 - 池永道洋 - 佐久間功                                                                 | 若槻文三              | 鈴木俊継   | 高野宏一   |
| 2月20日        | 11   | 火焔怪人ザイラスを撃て！                                | ザイラス | - 幸田宗丸 - 平沢信夫 - 中島一男 - 福井哲也 - 村上豪 - 堀広幸                                                      | 山浦弘靖              | 黒田義之   | 高野宏一   |
| 2月27日        | 12   | 出たっ！シルバークロス                                  | - 新宿ローズ - ゴールドサタン（2代目）                                                                          | - 小柴隆 - 長谷川誉 - 逸見政孝 - 嘉手納清美 - 細井明美                                                             | 安藤豊弘              | 黒田義之   | 高野宏一   |
| 3月5日         | 13   | 笛を吹く魔女                                            | ノア | - 川崎あかね - 劇団こじか - 劇団いろは - 劇団ひまわり                                                              | 山浦弘靖              | 黒田義之   | 高野宏一   |
| 3月12日        | 14   | キングザイガーを倒せ！                                  | キングザイガー                                                                                                  | - 中島一男 - 福井哲也 - 村上豪 - 平沢信夫 - 五藤雅博 - 宮田弘子                                                    | 山浦弘靖              | 黒田義之   | 高野宏一   |
| 3月19日        | 15   | 謎の怪獣スクリーン ―三大怪獣登場―                       | - アイアン（3代目） - キティファイヤー（3代目） - ザイラス（2代目） - 宇宙船（ジャバラ）                        | - 川瀬裕之 - 内田嵐 - 伊藤久哉 - 生田くに子                                                                        | 若槻文三              | 黒田義之   | 高野宏一   |
| 3月26日        | 16   | 人形怪獣キンダーを追え！                                | キンダー | - 国谷稔 - 辻しげる - 潮万太郎 - 中山麻里                                                                          | 藤川桂介              | 東條昭平   | 矢島信男   |
| 4月2日         | 17   | 罠におちたミラーマン                                    | カメレゴン | - 中沢祥枝 - 沼田曜一 - 内田稔 - 岸井あや子                                                                        | 山浦弘靖              | 志村広     | 矢島信男   |
| 4月9日         | 18   | 生きかえった恐竜アロザ                                  | アロザ | - 辻直之 - 美川陽一郎                                                                                              | 安藤豊弘              | 鈴木俊継   | 高野宏一   |
| 4月16日        | 19   | 危機一髪！S.G.M                                         | ビッグアイ | - | 若槻文三              | 黒田義之   | 真野田陽一 |
| 4月23日        | 20   | 二大怪獣出現 ―深海の用心棒―                             | - スフェノドン - ダークロン（2代目）                                                                            | - 渚健二 - 安部徹                                                                                                  | 藤川桂介              | 黒田義之   | 真野田陽一 |
| 4月30日        | 21   | 恐怖の液体怪獣タイガン                                  | - 液体怪物 - タイガン                                                                                           | - 大泉滉 - 小高まさる - 福井哲也 - 山内明 - 林威二郎                                                               | 安藤豊弘              | 鈴木俊継   | 矢島信男   |
| 5月7日         | 22   | 月面怪獣キング・ワンダー との死闘                       | キング・ワンダー                                                                                                | - 染谷利貴 - 真木沙織 - 宮川洋一                                                                                   | 山浦弘靖              | 鈴木俊継   | 矢島信男   |
| 5月14日        | 23   | 土星怪獣アンドロザウルス 襲来！                         | アンドロザウルス                                                                                                | - 西川敬三郎 - 岡部健 - 佐野哲也 - 伊藤健                                                                          | 若槻文三              | 黒田義之   | 真野田陽一 |
| 5月21日        | 24   | カプセル冷凍怪獣コールドンに 挑戦せよ！                 | コールドン | - 桜井浩子 - 見明凡太朗 - 巖金四郎 - 武田昌之                                                                      | 太田昭和              | 黒田義之   | 真野田陽一 |
| 5月28日        | 25   | 怪獣を探す妖精少女                                      | - ハエブーン - ゴキブラー - モスゴジラ - ダストパン                                                             | - 溝呂木寿々江 - 布施幸代 - 市東昭秀 - 柳沢紀男 - 平井政行 - 大田黒武生                                            | 安藤豊弘              | 鈴木俊継   | 矢島信男   |
| 6月4日         | 26   | ミラーマン・絶体絶命！ ―二大怪獣登場―                   | - インベーダー - スネークキング - ハリゴジラ                                                                    | - 岸旗江 - 青野平義                                                                                                | 山浦弘靖              | 鈴木俊継   | 矢島信男   |
| 6月11日        | 27   | 総攻撃！S.G.M                                           | ハリゴジラ | - | 山浦弘靖              | 黒田義之   | 矢島信男   |
| 6月18日        | 28   | 殺し屋怪獣からの挑戦状                                  | キーラゴン | - | 山浦弘靖              | 黒田義之   | 矢島信男   |
| 6月25日        | 29   | わが友！フェニックス ―二大怪獣対決作戦―                 | - ゴルゴザウルス - マヤザウルス                                                                                 | - | 若槻文三              | 東條昭平   | 矢島信男   |
| 7月2日         | 30   | ミラーマン救出大作戦                                    | マヤザウルス | - | 若槻文三              | 東條昭平   | 矢島信男   |
| 7月9日         | 31   | 電光石火の必殺技！ ―ミラクル・キック登場―               | アリゲーダー | - | 安藤豊弘              | 黒田義之   | 矢島信男   |
| 7月16日        | 32   | 今救え！死の海 ―シーキラザウルス登場―                   | - インベーダー - シーキラザウルス                                                                               | - 細川俊夫 - テレサ野田 - 草野大悟 - 向正人 - 高橋勉 - 東隆明 - 福留幸夫 - 泉たけし - 林実一 - 松阪雅治 - 石川隆昭 | 若槻文三              | 志村広     | 佐川和夫   |
| 7月23日        | 33   | インベーダーの海底基地                                  | ペアモンスキング                                                                                                | - | 若槻文三              | 志村広     | 佐川和夫   |
| 7月30日        | 34   | S.G.M対ミラーマンの決斗                                 | - スモークネス - モグラキング                                                                                   | - 小瀬朗 - 池田マヤ - 川野耕司 - 金子富士夫                                                                        | 山浦弘靖              | 黒田義之   | 矢島信男   |
| 8月6日         | 35   | S.G.M特攻作戦                                           | モグラキング | - | 山浦弘靖              | 黒田義之   | 矢島信男   |
| 8月13日        | 36   | 怪獣軍団ミラーマンを襲う ―五大宇宙怪獣激斗！―           | - ペアモンスキングβ - ゴルゴザウルスβ - マヤザウルスβ - ハレージャック - アンドロザウルス - アンドロザウルスJr. | - 水野英久 - 芦沢常法 - 柄沢英二 - 北川恭子                                                                        | 若槻文三              | 東條昭平   | 吉村善之   |
| 8月20日        | 37   | ミラーマンを太陽へぶちこめ！ ―激斗！彗星怪獣対土星怪獣― | - ハレージャック - マヤザウルスβ - アンドロザウルス - アンドロザウルスJr.                                       | - 水野英久 - 芦沢常法                                                                                              | 若槻文三              | 東條昭平   | 吉村善之   |
| 8月27日        | 38   | 地獄谷！妖怪怪獣マグマゴン                              | マグマゴン | - 北島マヤ - 立沢雅人 - 安川勝人                                                                                   | 山浦弘靖              | 黒田義之   | 矢島信男   |
| 9月3日         | 39   | 怪奇大怪獣 ―サンガーニ登場―                             | - 吸血鬼 - 狼男 - のっぺらぼう - サンガーニ                                                                     | - 小林伊津子 - 今村直樹 - 小池栄 - 大村千吉 - 今村源兵 - 内田佳昭 - 岩田正                                         | 安藤豊弘              | 黒田義之   | 矢島信男   |
| 9月10日        | 40   | インベーダー移住作戦                                    | シャドウモンス                                                                                                  | - 服部マリ - 松阪雅治 - 小早川純                                                                                   | 若槻文三              | 鈴木俊継   | 大木淳     |
| 9月17日        | 41   | 謎の異次元怪獣 ―テロリンガ登場―                         | テロリンガ | - 服部マリ - 大前均                                                                                                | 若槻文三              | 鈴木俊継   | 大木淳     |
| 9月24日        | 42   | 小さなインベーダー ―インベザウルス登場―                 | インベザウルス                                                                                                  | - 野島千照 - 辻しげる - 石山克己                                                                                   | 若槻文三              | 黒田義之   | 矢島信男   |
| 10月1日        | 43   | 打倒！異次元幽霊怪獣ゴースト                            | ゴースト | - 神田隆 - 中田喜子                                                                                                | 山浦弘靖              | 黒田義之   | 矢島信男   |
| 10月8日        | 44   | 魔の救出大作戦                                          | ボアザウルス | - 井口香利 - 田中秀門 - 貫恒美 - 蔵悦子                                                                            | 若槻文三              | 東條昭平   | 高野宏一   |
| 10月15日       | 45   | 少年と黒い大怪獣                                        | ブラックゴン | - 根本友行 - 畠山麦 - 三上剛                                                                                       | 安藤豊弘              | 東條昭平   | 高野宏一   |
| 10月22日       | 46   | 死都に愛の鐘が鳴る                                      | レッドモンス | - 山田圭子 - 津田亜矢子                                                                                            | 安藤豊弘              | 大木淳     | 矢島信男   |
| 10月29日       | 47   | 侵略者撃破計画 改造怪獣ギランダー登場                   | ギランダー | - 天田俊明 - 宮浩之 - 武田昌之 - 上田侑嗣 - 鹿島信哉                                                               | 藤川桂介              | 大木淳     | 矢島信男   |
| 11月5日        | 48   | 赤い怪鳥は三度来た！                                    | ボアザウルス | - 増田順司 - 中島秀生                                                                                              | 若槻文三              | 鈴木俊継   | 高野宏一   |
| 11月12日       | 49   | 怒りをこめたこの一撃                                    | イエズ | 粟屋芳美 | 安藤豊弘              | 鈴木俊継   | 高野宏一   |
| 11月19日       | 50   | 地球最後の日                                            | エレキザウルス                                                                                                  | 岸旗江 | 山浦弘靖              | 東條昭平   | 矢島信男   |
| 11月26日       | 51   | さよならミラーマン                                      | エレキザウルス デッドキング                                                                                     | 岸旗江 | 山浦弘靖              | 東條昭平   | 矢島信男   |

### 注記
- 本作品のサブタイトルは特殊な表記が多用されており、ナレーションとの不一致も多かったため、リストでは劇中における表記を一次資料として最優先し、可能な限りの再現を試みた。
- 具体例を挙げると、第2話の「侵略者」、第28話の「殺し屋怪獣」、第45話の「黒い大怪獣」には、カタカナの表記がルビの如く記されており、逆に第8・11・16・21 - 24・38・43話のカタカナ箇所には「鋼鉄竜」「火焔怪人」「人形怪獣」「液体怪獣」「月面怪獣」「土星怪獣」「カプセル冷凍怪獣」「妖怪怪獣」「異次元幽霊怪獣」という表記がルビの如く記されていた。
- 石田信之著『さよならミラーマン』では、石田が32話のアフレコに参加しなかったのは、アフレコの連絡がなかったからとある。その一方で、「第32話のミラーマンの声は、石田がアフレコを無断欠席したため、本編班の助監督（中島俊彦）が代わりに変身後の掛け声を務めており、その件について石田は「今にして思うと役者としては最低の行為で、赤面の至りです」と、後年のインタビューで反省の弁を述べている[112]。という本もある。
- 第10話でテアトルエコーの声優名がクレジットされているが、出演場面は確認できない。第12話では、複数のゲスト俳優が省略されている。また第32話では、第33話の一部のゲスト出演者が誤ってクレジットされており、第33話に登場する少年を演じた子役はクレジットされていない。少年を演ずるのは『ウルトラマンレオ』第20話で小熊座人 ボック役を務めた小山渚である。
- 本作品のスタントは殺陣グループの湯浅剣睦会が担当していた（ノンクレジット）。また、声優の千葉繁は当時、湯浅剣睦会所属のスタントマンとして活動しており、インベーダー役で出演している[113]。
- 第32・33話の特殊技術はクレジット上では佐川和夫と表記されているが、佐川は本作品に参加した記憶がないと証言している[114]。
- 第36・37話は特殊技術の担当者が無表記となっているが、書籍『ミラーマン大全』では、本編班の監督を務めていた東條昭平が特撮班の演出も兼任していたと記述しているが[115]、東條自身は特撮班の演出については「記憶にない」と述べている[116]。
- 第42話の出演者でクレジット上では運転手･辻しげる、客･石山克己と表記されているが誤りで、実際は逆である。
- 1972年1月2日は、フジテレビの正月恒例特番であった『新春スターかくし芸大会』（19:00 - 21:26）放送のために休止。

## 放送局
- フジテレビ（キー局）：日曜 19:00 - 19:30
- 札幌テレビ：木曜 18:00 - 18:30[117]（北海道文化放送の開局まで放送）
  - 北海道文化放送：日曜 19:00 - 19:30[118]（1972年4月1日開局の為、第17話から放送）
- テレビ岩手（1973年6月から放送）：木曜 18:00 - 18:30[119]
- 秋田テレビ：日曜 19:00 - 19:30[120]
- 山形テレビ：日曜 19:00 - 19:30[120]
- 仙台放送：日曜 19:00 - 19:30[120]
- 福島テレビ（先行放送）：日曜 18:00 - 18:30 （第42話まで） → 日曜 18:30 - 19:00 （第43話から）[121]
- 富山テレビ：日曜 19:00 - 19:30[122]
- 石川テレビ：日曜 19:00 - 19:30[122]
- 福井テレビ：日曜 19:00 - 19:30[123]
- 長野放送：日曜 19:00 - 19:30
- テレビ静岡：日曜 19:00 - 19:30
- 東海テレビ：日曜 19:00 - 19:30
- 関西テレビ：日曜 19:00 - 19:30
- 山陰中央テレビ：日曜 19:00 - 19:30
- テレビ岡山
- 広島テレビ：日曜17:00 - 17:30（1971年12月12日 - 1972年10月1日、第42話まで）→火曜 18:00 - 18:30（10月10日 - 12月5日、第43～51話）[124]
- 山口放送：土曜 18:00 - 18:30
- 西日本放送：火曜 19:00 - 19:30[125]
- 愛媛放送（現・テレビ愛媛) ：日曜 19:00 - 19:30
- テレビ高知
- テレビ西日本：日曜 19:00 - 19:30
- サガテレビ：日曜 19:00 - 19:30
- 沖縄テレビ：日曜 19:00 - 19:30

## 劇場版
いずれも『東宝チャンピオンまつり』のプログラムの一つとして上映された。
ミラーマン
1972年3月12日公開。第1話「ミラーマン誕生」のブローアップ再編集版。上映時間は26分。
併映作品は『地球攻撃命令 ゴジラ対ガイガン』『帰ってきたウルトラマン 次郎くん怪獣にのる』『かしの木モック』『みなしごハッチ ママにだかれて』『天才バカボン 夜まわりはこわいのだ』。
ミラーマン 生きかえった恐竜アロザ
1972年7月22日公開。第18話「生きかえった恐竜アロザ」のブローアップ再編集版。上映時間は24分。
併映作品は『ゴジラ・エビラ・モスラ 南海の大決闘』『赤胴鈴之助』『かしの木モック ぼくはなかない』『天才バカボン 別れはつらいものなのだ』。
脚本を手掛けた安藤豊弘は、プロデューサーの淡豊昭が本話を気に入っており、出来が良かったため劇場に流したと述べている。

## 漫画
小学館の学習雑誌ほかで、1969年から1970年、1971年から1973年に連載された。

### 1969年版
ミラーマンのデザインが1971年にテレビドラマ化されたものとは異なる。キャラクターデザインは、森藤よしひろ。
掲載誌
よいこ
1969年11月号 - 1970年3月号  杵渕やすお
幼稚園
1969年9月号 - 1970年3月号  森藤よしひろ
小学一年生
1969年9月号 - 1970年3月号 中城けんたろう
小学二年生
1969年9月号 - 1970年3月号、1970年9月増刊号 久松文雄
小学三年生
1969年9月号 - 1970年3月号 久松文雄

### 1971年版
テレビドラマとのタイアップで連載。
掲載誌
よいこ
森藤よしひろ
幼稚園
林ひさお
小学一年生
1972年1月号、1月増刊号  磯田和一
1972年2月号 - 12月号、9月増刊号 蛭田充
小学二年生
1971年10月号 - 1972年9月号 いいだひろ詩
1972年10月号 - 1972年12月号 かたおか徹治
1972年1月増刊号 内山まもる
小学三年生
1972年1月号 - 1972年7月号 和田じゅんいち
1972年8月号 - 1972年12月号 かたおか徹治
小学四年生
1972年1月号 - 1973年1月号 一峰大二
小学五年生
1972年1月号 - 1972年12月号 今道英治
小学六年生
1972年1月号 - 1972年12月号 古館節夫
小学館BOOK
1972年2月号 - 1972年12月号 蛭田充

## パイロット版
番組の制作決定以前の1971年6 - 7月ごろ、プロモーションの一環として制作されたもの。ミラーマンDVD-BOX2や単巻DVD.第9巻に映像特典として収録されている。11分38秒。
撮影は横浜と『帰ってきたウルトラマン』第19話用の特撮ステージで行われた。音楽は『ウルトラセブン』と『帰ってきたウルトラマン』から流用されている。

### スタッフ
- 脚本：田口成光
- 音楽：冬木透
- 監督：谷精次
- 制作：円谷プロダクション

### キャスト
- 鏡京太郎：柴本俊夫
- ユミ：南沙織[注釈 33]
- 神父：村上冬樹
- 御手洗博士：宇佐美淳也
- 村上良三：南原宏治
- 今野あきお：工藤堅太郎
- 今野由紀：蕭恵美
- 佐賀哲夫：土井武
- 狙撃犯（インベーダー）：オスマン・ユセフ、ウィリー・ドーシーほか
- 京太郎の母・霧子の声：平井道子
- ミラーマン（スーツアクター）：天野潔
- ナレーター：睦五郎

## 映像ソフト化
- 1993年2月21日から1994年7月21日にかけて日本コロムビアより単巻（全17巻）のVHSが発売。
- 1996年11月21日に日本コロムビアよりLD-BOXが発売。
- 2005年11月23日から2006年1月23日にかけてバップよりDVD-BOXが発売。
- 2011年12月9日から2012年4月21日にかけて東映ビデオより単巻（全10巻）のDVDが発売。
- 2016年3月9日に東映ビデオよりDVD-BOXが発売。

## 小説
ミラーマン 鏡の黙示録（1994年）
小学館スーパークエスト文庫 ISBN 978-4-09-440121-9
小説 / 野添梨麻・イラスト / 岡本英郎
ミラーマンが去って7年後を描いた作品。ミラーマンが去った地球ではSGMも解散して、平和な日々が続いていた。そこへ再びインベーターが地球攻撃を開始。ダークロン、マヤザウルスが現れるなか、鏡の世界から鏡京太郎＝ミラーマンが戻ってきた。

## 派生作品
ミラーファイト（1974年、円谷プロダクション、東京12チャンネル）
本編フィルムのハイライトシーンを抜粋した一話完結形式の番組。月曜日 - 金曜日 18:20 - 18:27に放送。再放送も含めて130回が放送されている。
ミラーマンREFLEX（2006年、円谷プロダクション、バップ）
オリジナル劇場公開作品。
ウルトラマンゼロ THE MOVIE 超決戦!ベリアル銀河帝国
本作品のキャラクターをモデルとした「ミラーナイト」と「鋼鉄将軍 アイアロン」が登場する。また、本作品で主演した石田信之が、二次元の民の声で参加している。
この映画の影響か、一部書籍では『ミラーマン』に登場した怪獣がウルトラ怪獣と同様に取り扱われ収録されている。
ミラーファイト2012
2012年4月発売のDVD第10巻に収録の映像特典。ミラーマンとミラーナイトの競演も実現。
ミラーマン2D
久正人による漫画作品。『TSUBURAYA IMAGINATION』および『コミプレ』にて連載。リブート作品にあたり、2021年の横浜を舞台とする物語が展開される。

## 関連作品
ジャンボーグA（1973年、円谷プロダクション、毎日放送）
番組後半から本作品のSGMの村上チーフと安田隊員がレギュラーになる。第32話にはジャンボフェニックスと野村由起も登場。
ウルトラ6兄弟VS怪獣軍団
怪獣軍団の一員としてダストパンが登場する。
ガン×ソード
主役メカ「ダン・オブ・サーズデイ」のデザインは、ミラーマンをモチーフとしている。
天才バカボン
第68話「パパはこうして植木屋になったのだ」で授業中に将来の夢を聞かれたバカボンが「ミラーマン」と答えて笑われるシーンがある。さらにその話を家でした際に、バカボンのパパがミラーナイフの仕草をしている。『天才バカボン』第1作のスポンサーは『ミラーマン』と同じく大塚製薬の単独提供である。
ウルトラマン超闘士激伝
本作品に登場した怪獣がモブキャラの観客として描かれている。
ブースカ! ブースカ!!
作中作品「ミラクルミラーキング」の名称でミラーマンを流用。
新ウルトラマン列伝
第9話でミラーナイトに関連する形で本作品が取り上げられており、ミラーナイトと対決したアイアロンのモチーフとなった鋼鉄竜アイアンの登場回である第8話の映像が使用された。
人気怪獣大パレード（1984年、円谷プロダクション、テレビ東京）
平日20:00枠の帯番組『5夜連続シリーズ スーパーTV』で放送。3月28日放送の第3回では本作品を放送。